# Olympiáda dětí a mládeže
Olympiáda dětí a mládeže České republiky (ODM) jsou republikové sportovní hry krajských reprezentací v Česku v kategoriích mladších a starších žáků a žákyň.
Jedná se o projekt Českého olympijského výboru. Letní hry se konají v lichých letech (poprvé v roce 2003), zimní hry v sudých letech. Sportovcům navozuje atmosféru opravdových Olympijských her. Mladí účastníci nejsou ochuzeni o zapálení olympijského ohně, slavnostní ceremoniály, soužití v olympijské vesnici nebo složení olympijské přísahy. Koná se po celé České republice.

## Sporty

### Letní olympiáda
Sporty na ODM 2024:
- Atletika
- Basketbal
- Badminton
- Beachvolejbal
- Cyklistika
- Florbal
- Fotbal
- Házená
- Jachting
- Karate
- Kanoistika
- Moderní gymnastika
- Orientační běh
- Paraplavání
- Plavání
- Softball
- Sportovní střelba
- Stolní tenis
- Triatlon
- Volejbal

### Zimní olympiáda
Sporty na ODM 2025:
- Akrobatické lyžování
- Alpské disciplíny
- Běžecké lyžování
- Běžecké lyžování zrakově postižených
- Biatlon
- Lední hokej
- Krasobruslení
- Snowboarding
- Sportovní lezení
- Šachy
- Taneční sport
- Umělecká soutěž

## Letní olympiáda
| Rok  | Hostitel          | Datum                    | Města                                                                       |
| ---- | ----------------- | ------------------------ | --------------------------------------------------------------------------- |
| 2003 | Pardubický kraj   | 14. – 19. června         | Litomyšl, Choceň, Svitavy                                                   |
| 2005 | Jihomoravský kraj | 21. – 25. června         | Brno                                                                        |
| 2007 | Ústecký kraj      | 19. – 24. července       | Ústí nad Labem, Louny                                                       |
| 2009 | Jihočeský kraj    | 23. – 27. června         | Tábor                                                                       |
| 2011 | Olomoucký kraj    | 21. – 26. června         | Olomouc, Prostějov, Kostelec na Hané, Velká Bystřice, Véska                 |
| 2013 | Zlínský kraj      | 23. – 28. června         | Uherské Hradiště, Zlín, Hluk, Ostrožská Nová Ves, Staré Město, Otrokovice   |
| 2015 | Plzeňský kraj     | 14. – 19. června         | Plzeň                                                                       |
| 2017 | Jihomoravský kraj | 24. – 29. června         | Brno                                                                        |
| 2019 | Liberecký kraj    | 23. – 27. června         | Liberec, Jablonec nad Nisou                                                 |
| 2021 | Olomoucký kraj    | 27. června – 1. července | Zrušeno kvůli pandemii covidu-19.                                           |
| 2022 | Olomoucký kraj    | 26. – 30. června         | Olomouc, Přerov, Týn nad Bečvou, Kojetín, Prostějov, Velká Bystřice, Uničov |
| 2024 | Jihočeský kraj    | 23. – 28. června         | České Budějovice, Tábor, Hluboká nad Vltavou                                |
| 2026 | Praha             | 21. – 26. června         | Praha                                                                       |

## Zimní olympiáda
| Rok  | Hostitel             | Datum                | Města                                                                                          |
| ---- | -------------------- | -------------------- | ---------------------------------------------------------------------------------------------- |
| 2004 | Středočeský kraj     | 15. – 20. února      | Mladá Boleslav, Benátky nad Jizerou, Albrechtice, Jablonec nad Nisou – Břízky, Smržovka, Desná |
| 2006 | Královéhradecký kraj | 21. – 26. ledna      | Špindlerův Mlýn, Jilemnice, Lomnice nad Popelkou, Trutnov, Dvůr Králové nad Labem, Vrchlabí    |
| 2008 | Zlínský kraj         | 27. ledna – 1. února | Rožnov pod Radhoštěm, Zlín, Vsetín, Valašské Meziříčí, Pustevny, Soláň                         |
| 2010 | Liberecký kraj       | 31. ledna – 5. února | Liberec, Jablonec nad Nisou, Česká Lípa, Harrachov, Rejdice                                    |
| 2012 | Moravskoslezský kraj | 29. ledna – 3. února | Ostrava, Frenštát pod Radhoštěm, Pustevny, Bílá, Trojanovice                                   |
| 2014 | Kraj Vysočina        | 19. – 24. ledna      | Havlíčkův Brod, Jihlava, Nové Město na Moravě, Velké Meziříčí, Žďár nad Sázavou                |
| 2016 | Ústecký kraj         | 17. – 22. ledna      | Chomutov, Litvínov, Most, Cínovec, Klínovec                                                    |
| 2018 | Pardubický kraj      | 28. ledna – 2. února | Pardubice, Litomyšl, Buková hora, Větrný vrch, Letohrad, Choceň, Česká Třebová                 |
| 2020 | Karlovarský kraj     | 19. – 24. ledna      | Karlovy Vary, Ostrov, Jáchymov, Klínovec, Boží Dar                                             |
| 2023 | Královéhradecký kraj | 22. – 27. ledna      | Špindlerův Mlýn, Trutnov, Vrchlabí, Nová Paka                                                  |
| 2025 | Moravskoslezský kraj | 26. – 30. ledna      | Frýdek-Místek, Ostrava, Český Těšín, Třinec, Bílá                                              |
| 2027 | Plzeňský kraj        |                      | Špičák, Klatovy, Sušice, Domažlice, Hohenzollern                                               |